# ۱۲۷۳ (قمری)
۱۲۷۳ (قمری)، هزار و دویست و هفتاد و سومین سال در گاهشماری هجری قمری است. اول محرم این سال برابر با اول سپتامبر سال ۱۸۵۶ میلادی است.

## وابسته
- ناصرالدین شاه قاجار
- ابوالحسن غفاری